# Liste der Erzbischöfe von Dijon
Die folgenden Personen waren Äbte, Bischöfe und Erzbischöfe des Erzbistums Dijon (Frankreich):

## Äbte
- Betton I. (801)
- Agenus (815)
- Baldon (820)
- Helgaud (881–882)
- Betton II. (882)
- Elie (895)
- Garnier I. (901)
- Rathier (902–ca. 954)
- Theudon (ca. 959–ca. 1005)
- Beraud (1019)
- Garnier II. de Mailly (1032–1050 oder 1051)
- Garnier III. le Riche (ca. 1059–ca. 1080)
- Garnier IV. de Blaisy (ca. 1081–ca. 1113)
- Arnoul (ca. 1113–1117)
- Walon (1120–ca. 1124)
- Herbert oder Humbert (1125–1157)
- Gilbert I. de Grancey (1158–1162)
- Hervée de Fauverney (1165–ca. 1177)
- Milon de Grancey (1178–1198)
- Etienne I. de Vergy (1200)
- Pierre Barbotte (ca. 1203–1240)
- Etienne II. Michotte (1241–1243)
- Gilbert II. (1243–1246)
- Amedée (1247–1275)
- Gerard I. (1276–1288)
- Hugues d´Acy (1289–1317)
- Ponce de Courbeton (1317–1341)
- Renaud de Vauxbusin (1342–1353)
- Gerard II. de Tivez (13. Januar 1353 – 2. Mai 1353)
- Jean I. de Vaux (1353–1354)
- Gerard III. (um 1360)
- Jean II. de Champrobert (1361– 5. August 1361)
- Thibaud I. de Nant (1361–1363)
- Jean III. de Marigny (1363–1387)
- Robert de Baubigny (1388–1409)
- Jean IV. Suard (1409–1430)
- Alexander de Pontailler (1430–1453)
- Thibaud II. Viard (1454–1477)
- Richard Chambellan (1477–1495)
- Jacques I. Langley (1495–1496)
- Antoine Chambellan (1497–1509)
- Claude I. de Husson (1510–1511)
- Francois Sforza (August–Dezember 1511)
- Jacques II. Hurault de Cheverny (1512–1513)
- Etienne III. Faulquier (Januar–Februar 1513)
- René de Bresche (1515–1520)
- Claude II. de Longwy (1530–1561) (Kardinal) (Haus Chaussin)
- Charles I. de Bourbon (1561–1571) (Kardinal)
- Jacques III. du Tillet (1572–1592)
- André Fremyot (1601–1641)
- Jacques IV. de Neucheze (1641–1658)
- Guillaume de Malartic (1659–1662)
- Claude III. Fyot (1662–1721)
- Francois Louis de Clermont-Tonnerre (1721–1724) (Haus Clermont-Tonnerre)
- Jean V. Bouhier (1725–1731)

## Bischöfe
- Jean Bouhier (1731–1743)
- Claude Bouhier (1743–1755)
- Claude d’Apchon (1755–1776)
- Jacques-Joseph-François de Vogüé (1776–1787)
- René des Monstiers de Mérinville (1787–1790 (1801))
- Jean-Baptiste Volfius (1791–1793) (Konstitutioneller Bischof)
- Henri Reymond (1802–1820)
- Jean-Baptiste Dubois (1820–1822)
- Jean-François Martin de Boisville (1822–1829)
- Jacques Raillon (1829–1830) (dann Erzbischof von Aix)
- Claude Rey (1831–1838)
- François-Victor Rivet (1838–1884)
- Jean-Pierre-Bernard Castillon (1885–1885)
- Victor Lécot (1886–1890) (dann Erzbischof von Bordeaux)
- Frédéric-Henri Oury (1890–1898) (dann Erzbischof von Algier)
- Albert-Léon-Marie Le Nordez (1898–1904)[1]
- Pierre Dadolle (1906–1911)
- Jacques-Louis Monestès (1911–1915)
- Maurice Landrieux (1915–1926)
- Pierre Petit de Julleville (1927–1936) (dann Erzbischof von Rouen)
- Guillaume Sembel (1937–1964)
- André Charles de la Brousse (1964–1974)
- Albert Decourtray (1974–1981) (dann Erzbischof von Lyon)
- Jean Balland (1982–1988) (dann Erzbischof von Reims, später von Lyon)

## Erzbischöfe
- Michel Louis Coloni (1989–2004)
- Roland Minnerath (2004–2022)
- Antoine Hérouard (seit 2022)